# Under the Radar Over the Top
Under The Radar Over the Top je čtrnácté studiové album německé skupiny Scooter. Bylo vydáno roku 2009 a obsahuje 12 skladeb. Obsahuje čtyři singly.

## Seznam skladeb
| Pořadí         | Název                   | Délka |
| -------------- | ----------------------- | ----- |
| 1.             | Stealth                 | 1:23  |
| 2.             | J'adore Hardcore        | 4:20  |
| 3.             | Ti Sento                | 3:55  |
| 4.             | State Of Mind           | 3:49  |
| 5.             | Where The Beats...      | 3:51  |
| 6.             | Bit A Bad Boy           | 3:47  |
| 7.             | The Sound Above My Hair | 4:36  |
| 8.             | See Your Smile          | 4:13  |
| 9.             | Clic Clac               | 4:29  |
| 10.            | Second Skin             | 5:54  |
| 11.            | Stuck on Replay         | 3:10  |
| 12.            | Metropolis              | 5:38  |
| Celková délka: | Celková délka:          | 49:05 |